# Maximilian Bobinger
Maximilian Bobinger (* 9. März 1895 in Mödishofen, Landkreis Augsburg; † 16. August 1973 in Augsburg) war ein deutscher Lehrer und Wissenschaftshistoriker.
Maximilian Bobinger besuchte das Gymnasium bei St. Stephan in Augsburg und studierte anschließend Mathematik und Physik in München. Im Jahr 1922 wurde er Lehrer in Miesbach und wechselte 1924 nach Augsburg, wo er zunächst an der städtischen Höheren Handelsschule und ab 1948 an der Bau- und Ingenieurschule lehrte. Ab 1951 war er Lehrer am Maria-Theresia-Gymnasium, dessen Direktor er von 1956 bis zur Pensionierung 1961 war. 1963 erhielt Bobinger das Bundesverdienstkreuz.
Er forschte und publizierte auf dem Gebiet der Geschichte der technischen Instrumentenmacher in Augsburg.

## Veröffentlichungen (Auswahl)
- Christoph Schissler der Ältere und der Jüngere (= Schwäbische Geschichtsquellen und Forschungen. Band 5). Verlag Die Brigg, Augsburg 1954.
- Alt-Augsburger Kompaßmacher. Rösler, Augsburg 1966.
- Kunstuhrmacher in Alt-Augsburg. Rösler, Augsburg 1969.